# Capriccio (Rex Whistler)
Capriccio és un gran mural del pintor anglès Rex Whistler (1905–1944). Està penjat en el menjador de Plas Newydd, la històrica llar dels marquesos d'Anglesey, ara propietat del National Trust, que té vistes a l'estret de Menai i a les muntanyes de Snowdonia, al nord de Gal·les. El mural és l'obra més gran de Whistler, i també la pintura de llenç més gran del Regne Unit.
L'obra va ser executada in situ entre 1936 i 1938. Mesura 58 peus de llarg, ocupant tota una paret del menjador. Es tracta d'una escena portuària de trompe-l'œil i un paisatge marí, el seu tema és italià d'estil, però barreja punts de vista d'"edificis britànics i italians, i les muntanyes de Snowdonia".
El mural inclou un autoretrat de Whisrler portant una escombra mentre el treball continua en la columnata del sud.

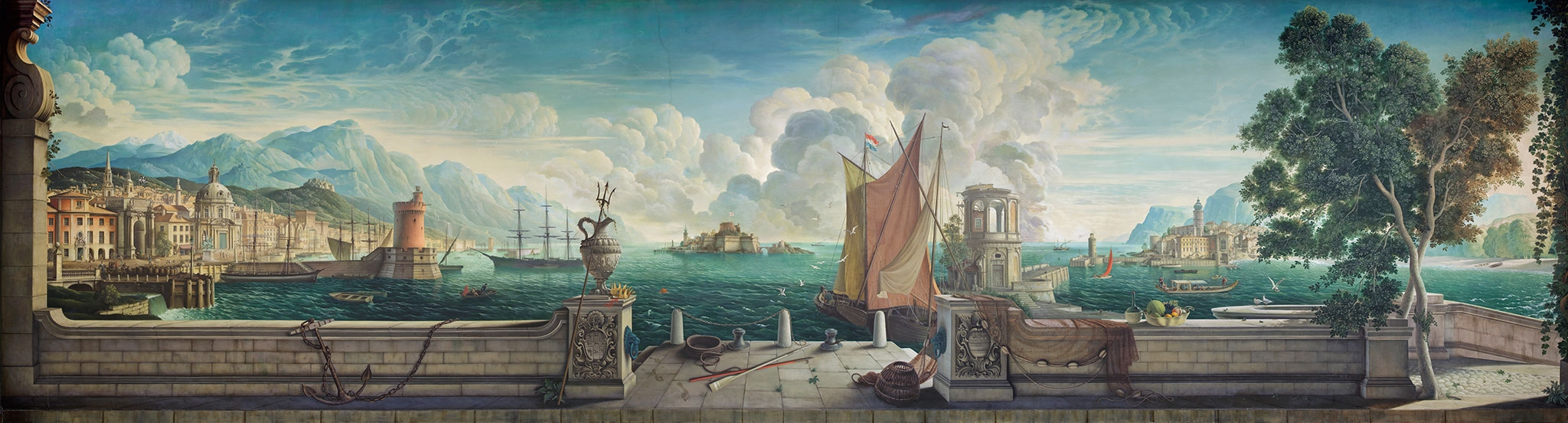
Mural "Capriccio" a Plas Newydd